# Bankside Power Station
Bankside Power Station est une centrale électrique désaffectée située sur la rive sud de la Tamise, dans le quartier Bankside de l'arrondissement de Southwark, à Londres. Elle a produit de l'électricité de 1891 à 1981 et a également été utilisée comme base de formation pour les apprentis de tout le pays. Des étudiants en artisanat (électrique et mécanique) et en génie y ont été formés à l'aide d'ateliers d'usinage spécialisés pour la formation.  
Depuis 2000, le bâtiment abrite le musée et la galerie d'art Tate Modern. 

## Station pionnière
La centrale électrique de Bankside est construite à Meredith Wharf Bankside en 1891. Elle appartenait et était exploitée par la City of London Electric Lighting Company Limited (CLELCo) et fournissait de l'électricité à la ville et à une partie du nord de Southwark,. L'équipement de production a été installé par la Brush Electrical Engineering Company et comprenait deux paires de briquets à arc (arc-lighters) Brush de 25 kW et deux alternateurs monophasés de 100 kW générant à 2 kV et 100 Hz. Le 25 juin 1891 l'équipement a commencé à fournir de l'électricité à courant continu (CC) pour les réverbères à lampe à arc de la rue Queen Victoria. Le courant alternatif (AC) pour les consommateurs domestiques et commerciaux a été délivré pour la première fois le 14 décembre 1891, il s'agissait d'un monophasé à 100 Hz, trois fils, système 204/102 volts. Des câbles électriques ont été placés sur les ponts Southwark et Blackfriars.

## Bankside A 1893-1959
La centrale, plus tard connue sous le nom de Bankside A, a été agrandie à plusieurs reprises à mesure que la demande d'électricité augmentait. 
| Année | Capacité de production (MW) | Production annuelle (GWh) | Connexions (MW) |
| ----- | --------------------------- | ------------------------- | --------------- |
| 1910  | 25                          | 25,2                      | 37,4            |
| 1915  | 34,5                        | 29,5                      | 46,2            |
| 1923  | 34,5                        | 49,2                      | 70,1            |
| 1928  | 89                          | 79,5                      | 99,4            |
| 1934  | 89                          | 114,1                     | 131,7           |
| 1945  | 89                          | 103,0                     | 127,8           |

En 1934, Bankside est connectée à l'anneau londonien du réseau national et devint une station « sélectionnée » sous le contrôle opérationnel de la Central Electricity Board. 

### Renouvellement et nationalisation
À la fin des années 1930, Bankside était considérée comme inefficace (en 1946, le rendement thermique était de 15,82 %), vieille et polluante. Des plans préliminaires ont été élaborés par la CEB pour une nouvelle centrale électrique, Bankside B, mais la Seconde Guerre mondiale a retardé tout nouveau réaménagement. 
Le 1er avril 1948, l'industrie britannique de l'électricité est nationalisée et Bankside est dévolue à la British Electricity Authority tandis que le système de distribution d'électricité rayonnant de la centrale est dévolu au London Electricity Board. Bankside A est mis hors service en mars 1959 et est démoli pour permettre la construction de l'extrémité est de Bankside B. 

## Bankside B 1947-1981
Le réaménagement de la centrale électrique de Bankside, suspendu pendant la guerre, est repris par la City of London Electric Lighting Company Limited en 1944. Des plans sont élaborés pour une nouvelle centrale électrique d'une capacité ultime de 300 MW et sont soumis à l'autorité de planification du London County Council en 1944. C'était une proposition très controversée car elle continuait l'industrialisation de la South Bank que le plan du comté de Londres de 1943 cherchait à réaménager avec des bureaux, des appartements et des institutions éducatives et culturelles. La nouvelle centrale électrique de Bankside B est approuvée par le Cabinet britannique en avril 1947. La désignation Bankside A et Bankside B n'a été utilisée que lorsque les deux stations ont coexisté pendant la période 1947-1959. 
Le bâtiment est conçu par Sir Giles Gilbert Scott, le concepteur de la cathédrale anglicane de Liverpool, de nombreuses cabines téléphoniques rouges de la série K et est un important consultant crédité de la conception de l'extérieur Art-déco de Battersea Power Station. Bankside est un bâtiment de 155 m de long, 73 m de large, en acier encadré de briques de parement, avec une cheminée centrale de 99 m de haut. La hauteur de la cheminée était inférieure à celle de la cathédrale Saint-Paul, qui est juste en face, mais en retrait de la rive nord de la Tamise. Le plan du bâtiment est divisé en trois sections - la 85  pi (26   m) grande salle des turbines principale au centre, avec la chaufferie au nord et les transformateurs électriques et le relais de commutation au sud. Bankside B est en retrait du bord de la rivière pour permettre au boulevard proposé dans le plan du comté de London d'être développé à une date ultérieure. 
Bankside B a été conçue pour être alimentée au charbon mais, à la suite d'une pénurie de charbon et d'électricité au début de 1947, elle est redessinée pour être alimentée au mazout (la première centrale électrique de ce type en Grande-Bretagne). L'huile de soute «C» était acheminée par barge depuis la raffinerie Shell Haven sur l'estuaire de la Tamise vers trois grands réservoirs souterrains au sud du bâtiment. Chaque réservoir mesurait 28 m de diamètre, 7,3 m de hauteur et contenait 4 000 tonnes de pétrole. La consommation d'huile de la station à pleine charge était de 67 tonnes par heure. 

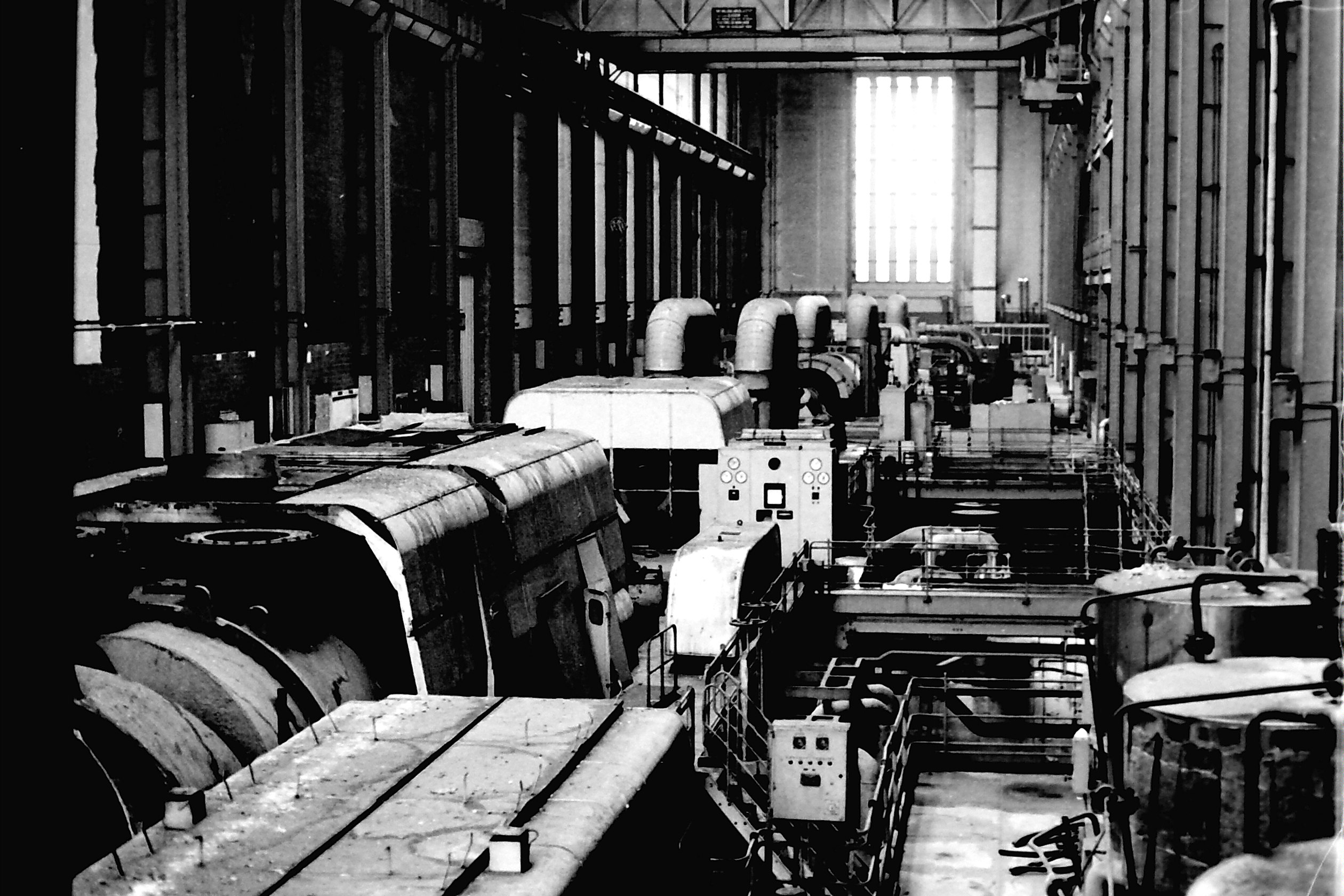
La salle des turbines de Bankside.

Les travaux de construction sont entrepris en deux phases : 1947-52 et 1958-63. Cela a permis à l'ancien Bankside A de continuer à fonctionner pendant la construction de la nouvelle centrale électrique. La moitié ouest du bâtiment, plus la cheminée, est terminée en premier et commence à produire de l'électricité en 1952 à partir de quatre chaudières et deux turbo-alternateurs de 60 MW. Bankside A est mise hors service en mars 1959 et la nouvelle construction commence dans la partie est pour s'achever en décembre 1963 et produire de l'électricité à partir d'une autre chaudière et d'un turbo-alternateur de 120 MW et d'un autre de 60 MW. La capacité de production totale maximale de Bankside B était de 300 MW.   

### Équipement de Bankside B
Les spécifications de la chaudière de Bankside B étaient les suivantes :  
| Fabricant                     | Foster Wheeler     | John Brown Land (Brown Riley) |
| Commandé                      | 1952               | 1963                          |
| Nombre                        | Quatre             | Une                           |
| Production de vapeur (chacun) | 375 000 lb / heure | 860 000 lb / heure            |
| Pression                      | 950 psi            | 1 600 psi                     |
| Température                   | 925 °F             | 1005 °F                       |
| Réchauffer                    | Aucun              | 377 psi et 1005 °F            |

L'eau de refroidissement du condenseur est prélevée de la Tamise à raison de dix millions de gallons par heure (1,07 million de m3 par jour). L'élévation de température de l'eau de refroidissement à travers les condenseurs était de 15 °F (8,5 °C). 
Les spécifications de l'équipement de production à Bankside B étaient les suivantes :  
| Fabricant                                             | British Thomson-Houston (en) | Associated Electrical Industries (en) | English Electric  |
| Nombre                                                | Deux                         | Une                                   | Une               |
| Commandé                                              | Novembre 1952 et juin 1953   | fin 1962                              | Décembre 1963     |
| Puissance nominale                                    | 60 MW                        | 60 MW                                 | 120 MW            |
| Conditions de vapeur à la vanne d'arrêt de la turbine | 900 psi, 900 °F              | 915 psi, 900 °F                       | 1500 psi, 1000 °F |
| Refroidissement d'alternateur                         | Air (408 m3/min)             | Hydrogène                             | Hydrogène         |
| Tension aux bornes                                    | 15 kV                        |                                       | 13,8 kV           |

Le turbo-alternateur de 120 MW figurait dans le top 20 des générateurs d'électricité britanniques les plus efficaces entre 1963 et 1973.

### Capacité de production et rendement
La production totale de Bankside B pour certaines années au cours de sa durée de vie opérationnelle était la suivante. 
| Année   | Capacité de production (MW) | Production annuelle (GWh) |
| ------- | --------------------------- | ------------------------- |
| 1953/4  | 120                         | 118,9                     |
| 1958/9  | 120                         | 657,7                     |
| 1962/3  | 180                         | 623,5                     |
| 1963/4  | 300                         | 536,0                     |
| 1964/5  | 300                         | 917,9                     |
| 1965/6  | 300                         | 778,2                     |
| 1966/7  | 300                         | 930,5                     |
| 1967/8  | 300                         | 937,2                     |
| 1968/9  | 300                         | 1060,7                    |
| 1969/70 | 300                         | 1099,8                    |
| 1970/1  | 300                         | 1301,2                    |
| 1971/2  | 300                         | 912,6                     |
| 1972/3  | 300                         | 982,1                     |
| 1973/4  | 300                         | 662,6                     |
| 1974/5  | 300                         | 770,4                     |
| 1975/6  | 300                         | 320,7                     |
| 1976/7  | 240                         | 466,7                     |
| 1977/8  | 240                         | 314,2                     |
| 1978/9  | 120                         | 109,4                     |
| 1979/80 | 100                         | 9,6                       |
| 1980/1  | 100                         | 4,8                       |

Le 8 octobre 1970, la station a produit 6 004 364 kWh en 24 heures. 
La hausse des prix du pétrole à partir de 1973 a rendu la centrale non rentable par rapport aux centrales au charbon, ce qui a entraîné son utilisation moins fréquente, principalement en hiver et aux heures de pointe. L'une des unités de 60 MW est mise hors service en 1976 et les deux autres unités de 60 MW en 1978. L'unité de 120 MW a été déclassée à 100 MW. Bankside B est fermée le 31 octobre 1981.

## Réaménagement
À la suite de sa fermeture, plusieurs propositions de réaménagement de la centrale redondante ou de son site ont été proposées. Celles-ci comprenaient un musée industriel, une salle de divertissement, un hôtel, un opéra et un centre de conférence et d'exposition, mais aucun n'était financièrement viable,,,,. Il y avait aussi des campagnes pour que le bâtiment soit sauvé. Le groupe SAVE Britain's Heritage s'est rendu à Bankside en mai 1980 et a produit un rapport sur les utilisations possibles. Les demandes de classement de l'immeuble en 1987 et 1992 sont refusées,. Le gouvernement souhaitait vendre le site et l'inscription aurait limité la manière dont les promoteurs pourraient intervenir dans la structure du bâtiment. Bankside a reçu un «certificat d'immunité de cotation» le 3 février 1993. 
Lors de la privatisation de l'industrie électrique britannique en 1990, la centrale électrique a été transférée à Nuclear Electric. L'entreprise a préparé le bâtiment pour la vente en supprimant l'amiante et les machines redondantes pour un coût de 2,5 millions de livres sterling. Une demande a été faite pour démolir le mur ouest du bâtiment pour permettre cela, mais les entrepreneurs ont pu enlever les machines par un trou dans le mur ouest. L'émission de télévision de la BBC One Foot in the Past s'est concentrée sur la menace imminente pour le bâtiment ; le journaliste Gavin Stamp a lancé un appel passionné pour que le bâtiment soit sauvé. 
En avril 1994, la Tate Gallery annonce que Bankside serait le siège de la nouvelle Tate Modern. La conversion, d'un coût de 134 millions de livres sterling, commence en juin 1995 avec la suppression de l'usine restante redondante. Les travaux de conversion sont réalisés par Carillion et achevés en janvier 2000. Une partie de la structure interne reste, y compris la salle des turbines. Une sous-station électrique, occupant la partie sud du bâtiment, est restée sur place et appartenait à la société française d'électricité EDF Energy. En 2006, EDF annonce la cession de la moitié de cette participation au musée. Les réservoirs d'huile sont réaménagés en un espace d'art de performance ouvert en juillet 2012. Une extension de la tour du musée au-dessus des réservoirs est ouverte le 17 juin 2016.

## Cinéma et télévision
Plusieurs épisodes de la télévision britannique, en particulier des séries de science-fiction qui nécessitent des décors industriels, comme Red Dwarf, ont été filmés à la station. Le bâtiment apparait dans le film Judge Dredd de Danny Cannon. Le bâtiment est utilisé comme la tour de Londres dans la version cinématographique de Richard III de Richard Loncraine en 1995. 
Dans son incarnation moderne de la Tate Modern, l'extérieur du bâtiment est présenté au début du premier épisode de Ashes to Ashes. Il est également apparu dans Les Fils de l'homme d'Alfonso Cuarón. En 2018, Tate Modern figurait en bonne place dans le blockbuster de Tom Cruise, Mission impossible : Fallout. 

## Le Blitz
La centrale électrique est une cible pendant le Blitz pendant la Seconde Guerre mondiale. Un épisode de cette période concerne un ingénieur électricien, Charlie Reeves. Lors d'un raid aérien en juin 1944, il se réfugie dans l'abri, comme d'habitude mais se rend soudainement compte que le courant est resté allumé et que cela causerait un problème avec le courant si une bombe frappait le bâtiment. Il gravi alors les marches hors de l'abri pour couper le courant. Peu de temps après, une bombe frappe le bâtiment et il est blessé. Il est emmené au Guy's Hospital et meurt de ses blessures quelques jours plus tard. 